# كيمبرلي غارسيا
كيمبرلي غارسيا (بالإسبانية: Kimberly García) هي منافسة ألعاب القوى بيروفية، ولدت في 19 أكتوبر 1993 في وانكاشو في بيرو.

## وصلات خارجية
- كيمبرلي غارسيا على موقع الاتحاد الدولي لألعاب القوى (الإنجليزية)
- كيمبرلي غارسيا على موقع اللجنة الأولمبية الدولية (الإنجليزية)
- كيمبرلي غارسيا على موقع أوليمبيديا (الإنجليزية)